# Eishockey-Bundesliga (Österreich) 1988/89
Die Saison 1988/89 der Österreichischen Eishockey-Liga wurde mit sechs Vereinen ausgetragen. Meister wurde zum siebten Mal ein Verein aus Innsbruck, der GEV Innsbruck.

## Teilnehmerfeld und Modus
Das Teilnehmerfeld veränderte sich im Vergleich zur Vorsaison nur geringfügig. Der Salzburger EC nahm nicht mehr an der Liga teil, womit nur noch sechs Teams übrig blieben, da der letztjährige Nationalligameister SV Kapfenberg auf einen Aufstieg verzichtete. Der EV Innsbruck trat diesmal unter dem Sponsorennamen Gösser EV Innsbruck (bzw. kurz: GEV Innsbruck) an.
Die sechs Vereine spielten im Grunddurchgang jeweils viermal gegeneinander. Alle Vereine qualifizierten sich für die auch aus vier Runden bestehende Finalrunde, wobei die ersten vier Vereine 4, 3, 2 bzw. 1 Bonuspunkte gutgeschrieben bekamen. Die vier besten Vereine qualifizierten sich für die Finalrunde. Es war dies die letzte Saison, in der als Playoff-Format eine Meisterrunde im Modus Jeder gegen Jeden gewählt wurde. In den folgenden Saisons sollte das nordamerikanische K.-o.-System zum Einsatz kommen.

## Grunddurchgang

### Tabelle nach dem ersten Durchgang (20 Runden)
| Rang | Team          | Spiele | S  | U | N  | Tore   | TVH | Punkte |
| ---- | ------------- | ------ | -- | - | -- | ------ | --- | ------ |
| 1    | EC VSV        | 20     | 14 | 4 | 2  | 99:56  |     | 32     |
| 2    | GEV Innsbruck | 20     | 11 | 3 | 6  | 95:57  |     | 25     |
| 3    | EC KAC        | 20     | 10 | 4 | 6  | 93:84  |     | 24     |
| 4    | VEU Feldkirch | 20     | 6  | 2 | 12 | 70:104 |     | 14     |
| 5    | EHC Lustenau  | 20     | 5  | 3 | 12 | 74:89  |     | 13     |
| 6    | Wiener EV     | 20     | 4  | 4 | 12 | 66:97  |     | 12     |

### Tabelle nach dem zweiten Durchgang (20 Runden)
| Rang | Team          | Spiele | S  | U | N  | Tore   | TVH | Punkte |
| ---- | ------------- | ------ | -- | - | -- | ------ | --- | ------ |
| 1    | EC VSV        | 20     | 14 | 1 | 5  | 110:68 |     | 33 (4) |
| 2    | GEV Innsbruck | 20     | 11 | 0 | 9  | 93:94  |     | 25 (3) |
| 3    | EC KAC        | 20     | 11 | 0 | 9  | 106:74 |     | 24 (2) |
| 4    | VEU Feldkirch | 20     | 9  | 2 | 9  | 82:106 |     | 21 (1) |
| 5    | Wiener EV     | 20     | 8  | 1 | 11 | 78:91  |     | 17 (0) |
| 6    | EHC Lustenau  | 20     | 5  | 0 | 15 | 94:130 |     | 10 (0) |

## Finalrunde
| Rang | Team          | Spiele | S | U | N | Tore  | TVH | Punkte |
| ---- | ------------- | ------ | - | - | - | ----- | --- | ------ |
| 1    | GEV Innsbruck | 6      | 4 | 1 | 1 | 28:22 | +6  | 9      |
| 2    | EC VSV        | 6      | 3 | 1 | 2 | 19:18 | +1  | 7      |
| 3    | VEU Feldkirch | 6      | 2 | 0 | 4 | 27:27 | 0   | 4      |
| 4    | EC KAC        | 6      | 2 | 0 | 4 | 19:26 | −7  | 4      |

## Kader des österreichischen Meisters
| Österreichischer Meister EV Innsbruck | Torhüter: Brian Stankiewicz, Mario Angerer Verteidiger: Neil Belland, Yves Beaudoin, Martin Platzer, Hannes Bauch, Daniel Rösch, Christian Kuen Angreifer: Kevin LaVallée, Werner Kerth, Gerald Rauchenwald, Steven Stockman, Martin Lindner, Dieter Strobl, Thomas Mössmer, Christian Perthaler Trainerteam: Rudolf Killias, Ossi Praxmarer |

## Topscorer
| Rang | Spieler            | Team       | GP | G  | A  | PTS |
| ---- | ------------------ | ---------- | -- | -- | -- | --- |
| 1    | Ken Strong         | Villach    | 46 | 42 | 57 | 99  |
| 2    | Rick Nasheim       | Feldkirch  | 46 | 51 | 45 | 96  |
| 3    | Kevin LaVallée     | Innsbruck  | 40 | 45 | 47 | 92  |
| 4    | Wayne Groulx       | Lustenau   | 40 | 40 | 47 | 87  |
| 5    | Edi Lebler         | Klagenfurt | 42 | 41 | 43 | 84  |
| 6    | Werner Kerth       | Innsbruck  | 44 | 31 | 53 | 84  |
| 7    | Thomas Cijan       | Klagenfurt | 45 | 34 | 48 | 82  |
| 8    | Greg Holst         | Villach    | 46 | 38 | 41 | 79  |
| 9    | Robert Forbes      | Feldkirch  | 43 | 33 | 44 | 77  |
| 10   | Gerald Rauchenwald | Innsbruck  | 44 | 31 | 53 | 84  |